# Caso Odebrecht no Peru
O caso Odebrecht no Peru refere-se ao prolongamento neste país do escândalo de corrupção investigados pela Operação Lava Jato protagonizada pela empresa construtora brasileira Odebrecht (atual Novonor), que tem envolvido a vários políticos, servidores públicos e empresários na recepção de suborno para favorecer a dita empresa na licitação de obras públicas (suborno, colusión e tráfico de influências), bem como na entrega de dinheiro ilícito a favor das campanhas eleitorais de diversos candidatos presidenciais (lavagem de activos). Tem ocasionado graves consequências no ambiente político e empresarial no Peru. Quatro ex-presidentes da República acham-se comprometidos no caso:
- Alejandro Toledo Manrique encontra-se prófugo, nos Estados Unidos, com ordem de captura internacional, por tráfico de influências, conluio e lavagem de activos (acusado de receber uma propina de 20 milhões de dólares para favorecer a Odebrecht na licitação da Estrada Interoceánica).
- Alan García achava-se com impedimento de saída do país e baixo investigação pela suposta corrupção que ocorreu baixo seu segundo governo com respeito à obra da Linha 1 do metro de Lima. Tentou pedir asilo político ao governo de Uruguai, em cuja embaixada em Lima esteve hospedado durante duas semanas, ao se considerar um perseguido político. Mas o governo uruguaio recusou seu pedido, ao considerar que no Peru tinha plena independência dos poderes do Estado. Posteriormente, quando se ordenou sua detenção preliminar por dez dias, no dia 17 de abril do 2019, García se disparou na cabeça, no momento em que agentes e um promotor tinham ido a sua moradia  cumprir com a ordem judicial. Faleceu horas depois, depois de sofrer três desempregos cardiorrespiratorios.
- Ollanta Humala acha-se com liberdade restringida por lavagem de activos, depois de ter estado nove meses com prisão preventiva (arguido de receber, junto com sua esposa Nadine Heredia, dinheiro ilícito para financiar suas campanhas eleitorais de 2006 e 2011).
- Pedro Pablo Kuczynski acha-se detido preliminarmente por 10 dias por suposta lavagem de activos quando foi ministro de Estado no governo de Toledo. Actualmente acha-se internado numa clínica, onde foi por um problema cardíaco, justo quando se ia iniciar a audiência que decidiria sua prisão preventiva por 36 meses. Foi durante o exercício de seu governo (2016-2018) quando se revelou que sua empresa individual tinha feito consultorias a empresas relacionadas com Odebrecht na época em que foi Ministro de Estado (2004-2006), o que acentuou a crise política, propiciada pela maioritária oposição fujimorista no Congresso. Foi submetido a dois processos para ser afastado do cargo de presidente da República, por incapacidade moral permanente (isto último, segundo seus acusadores, por ter mentido reiteradamente sobre sua relação trabalhista com Odebrecht, e por suposto conflito de interesses quando foi ministro durante a gestão de Toledo). Finalmente, viu-se obrigado a renunciar à presidência, depois de revelar-se  que suas allegados tinham tentado comprar a vontade de congressistas da oposição para favorecer na votação no Congresso pela vacancia.

Também têm sido envolvidos três ex presidentes regionais por recepção de coimas (Félix Moreno, César Álvarez e Jorge Acurio, o primeiro prófugo com ordem de captura, e os dois restantes com prisão preventiva); a ex prefeita de Lima Susana Villarán (pesquisada por receber dinheiro ilícito em três casos: a campanha do Não à Revocatoria, sua campanha para a reeleição e por Rotas de Lima) com seus ex gerentes José Miguel Castro e Gabriel Prado Ramos; os ex ministros Mariano González, Enrique Cornejo, Luis Nava Guibert, Carlos Paredes, Jaime Yoshiyama e Augusto Bedoya Cámere, o ex Presidente do Congresso, Luis Alva Castro; os donos das contratadoras maiores do Peru (Graña e Montero, JJ Camet, ICGSSA, etc.); servidores públicos do Ministério de Transportes e Comunicações do governo de Toledo  de 2001-2006 (pelo caso da Interoceánica), do governo aprista de 2006-2011 (pelo caso do trecho 2 da Linha 1 do Metro de Lima) e do governo de Humala de 2011-2016 (Caso Clube da construção); Congressistas da República de diversos partidos como Hildebrando Tapia, Juan Carlos Eguren, Virgilio Acuña, etc ; empresários pertencentes à classe alta de Lima como o advogado José Zaragozá, o ex-presidente do Clube Regatas Lima, Gustavo Salazar, o ex-director de Petro-Peru, Miguel Atala, a banquera internacional, Susana da Ponte, o director do diário O Comércio, José Graña, o empresário israelita, Josef Maiman e o ex-presidente da CONFIEP, Ricardo Briceño. Tambem foram envolvidos a presidenta do partido Força Popular, Keiko Fujimori e outros membros da cúpula de seu partido, como os assessores Ana Herz, Pier Figari e Vicente Silva Checa; bem como dois dirigentes do Partido Popular Cristiano: sua ex presidenta Lourdes Flores (por supostos contribuas recebidos nas eleições eleitorais do 2006 e 2010); e o árbitro em litigios empresariais Horacio Cánepa (quem falhou a favor da empresa em várias oportunidades prejudicando ao Estado).

## Início

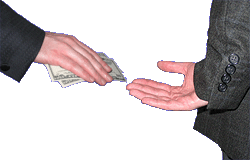
A empresa Odebrecht (atual Novonor) tem sido acusada de sobornar aos principais líderes políticos a mudança de licitações públicas.

O 21 de dezembro do 2016, publicou-se um documento do Departamento de Justiça dos Estados Unidos que revelava que a construtora brasileira Odebrecht (atual Novonor), nos vinte anos anteriores, tinha realizado pagamentos de subornos a servidores públicos públicos de 12 países (entre eles o Peru) para ganhar as licitações de obras públicas. Esse foi o ponto de início do chamado Caso Odebrecht, que a imprensa qualificou como o maior escândalo de corrupção na America Latina.
No caso do Peru, de acordo aos investigadores judiciais, Odebrecht teria pago aproximadamente 29 milhões de dólares em subornos a servidores públicos, que lhe geraram mais de 143 milhões de dólares em benefícios, ainda que é provável que o monte destes pagamentos ilícitos tenha sido muito maior. Isso teria ocorrido entre os anos 2005 e 2014, que correspondem aos governos de Alejandro Toledo (2001-2006), Alan García (2006-2011) e Ollanta Humala (2011-2016). Já desde novembro de 2016, a Promotoria no Peru vinha pesquisando o caso conhecido desde Brasil como Operação Lava Jato.
O então presidente do Peru, Pedro Pablo Kuczynski, disse que apoiaria em todo o que seja necessário para a investigação. Seu premiê, Fernando Zavala, instou ao Ministério Público e ao Poder Judicial a que levassem a cabo todas as investigações que correspondam para determinar em que casos teve actos de corrupção.

## Colaboração premiada

### Declarações de Marcelo Odebrecht e Jorge Barata

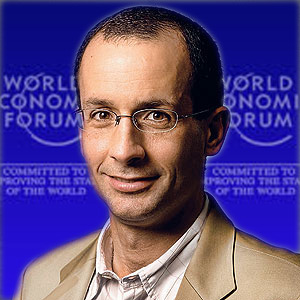
Marcelo Odebrecht, dono da construtora.

Marcelo Odebrecht (ex presidente da construtora) e Jorge Barata (director executivo da empresa no Peru), acolheram-se a delação premiada para reduzir suas condenações e começaram a colaborar com a justiça de Brasil e Peru.
A princípios de 2017 começou-se a discutir entre a Promotoria do Peru, encabeçada por Pablo Sánchez, e a empresa Odebrecht, um acordo de colaboração com a justiça peruana. As declarações comprometeram ex-presidentes e servidores públicos peruanos, sobre a recepção de suborno para favorecer a companhia brasileira na licitação de obras públicas, bem como contribuições "fantasmas" para financiar as campanhas eleitorais de diversos candidatos (isto último viria a configurar a figura criminosa de lavagem de activos). O caso mais latente é o do ex presidente Alejandro Toledo, a quem Barata indicou ter-lhe entregado vinte milhões de dólares, a mudança da concessão dos trechos II e III da Estrada Interoceánica Sur. Outra revelação importante de Barata foi a entrega de três milhões de dólares a Nadine Heredia para a campanha eleitoral de Ollanta Humala do 2011.
Em maio de 2017, Marcelo Odebrecht respondeu um questionário de vinte perguntas ao promotor peruano Germán Juárez, sobre o caso de lavagem de activos que envolve ao ex-presidente Ollanta Humala. Odebrecht confirmou a entrega de três milhões de dólares em favor da campanha eleitoral de Humala do 2011, mas que também fez contribuas a outros candidatos, como Keiko Fujimori e Mercedes Aráoz.
Em 10 de novembro de 2017, uma equipa de promotores peruanos interrogou por segunda vez a Marcelo Odebrecht em Curitiba, sobre as anotações em sua agenda, especialmente sobre o caso de Keiko Fujimori, ainda que também se mencionaram a outros políticos peruanos. Odebrecht confirmou que sua empresa entregou dinheiro a favor da candidatura fujimorista, ainda que disse que o monte exacto o sabia Barata.
A fins de fevereiro de 2018, Barata declarou novamente ante os promotores peruanos sobre contribua-los que fez a empresa Odebrecht a favor da campanha eleitoral de Humala do 2011 e sobre as anotações na agenda de Marcelo Odebrecht. Segundo o que foi dito, Barata teria reconhecido a entrega de dinheiro a favor das principais candidaturas presidenciais de 2011, bem como à campanha pelo Não à Revocatoria do 2013 a favor de Susana Villarán, confirmando assim suas anteriores declarações, e as de Odebrecht. Mas desta vez precisou os montes e mencionou os nomes dos intermediários na recepção dos dinheiros.

### Novos acordos de colaboração eficaz
Em meados de 2018 ficou estancada a colaboração dos brasileiros com a promotoria peruana, como a empresa Odebrecht recusava ser submetida a investigação no Peru, como pretendia fazer o promotor Hamilton Castro, chefe da Equipe Especial do caso Lava Jato. Este promotor considerava que a empresa e seus servidores públicos, como corruptores, deviam responder ante a justiça do Peru, ao igual que os corruptos e pagar inclusive reparos civis; no entanto, outros entendidos no assunto consideravam que o mais importante era que a empresa seguisse dando informação sobre as rotas do dinheiro ilícito, informação necessária para processar aos políticos e empresários peruanos envolvidos no caso.  O assunto é que a empresa se negou a seguir colaborando se era perseguida pela justiça peruana..
A princípios de julho de 2018, a justiça brasileira declarou congeladas todas as relações de colaboração com o Peru, com o que se corria o risco de que não se pudessem usar nos julgamentos orais os depoimentos e provas dadas até então por Barata e outros delatores brasileiros (isso como ainda não se tinha formalizado a colaboração eficaz, pese a se ter iniciado em janeiro de 2017). Iniciaram-se então negociações para retomar a colaboração.
Depois de várias semanas de gestões e intensas conversas, o 8 de dezembro de 2018, membros do Ministério Público do Peru, a empresa Odebrecht e a procuradoria ad hoc (esta última encarregada da cobrança dos reparos civis) subscreveram o novo pre-acordo de colaboração. O acordo permitirá a cooperação da empresa Odebrecht para a entrega da informação extraída dos servidores My Site Day e Drousys, empregados pelo Departamento de Operações Estruturadas (DOE) de dita empresa para o pagamento das propinas e subornos. A mudança, a construtora Odebrecht e suas exdirectivos, encabeçados por Barata, ficavam excluídos no Peru de toda sanção legal. Outra diferença do acordo anterior era a intervenção da procuradoria no referente ao pagamento de reparos civis. Segundo a procuradoria, dos 1200 milhões de sóis calculados como danos ocasionados por Odebrecht ao Estado, a empresa brasileira comprometia-se a pagar a metade (610 milhões); o resto deviam assumi-la os servidores públicos e o resto dos empresários nacionais participantes da corrupção. A empresa brasileira reconhecia ter pago propinas em quatro grandes obras no Peru (Linha 1 do Metro de Lima, Estrada Interoceánica, Via Evitamiento-Cusco e Projecto Via Costa Verde, trecho Callao) e ter desembolsado uns 50 milhões de dólares nesse sentido.

### Denúncia da filtragem do pre acordo com Odebrecht
O 23 de janeiro de 2019, o promotor José Domingo Pérez denunciou a filtragem do ato do pre-acordo de colaboração eficaz assinado com caráter reservado entre a Promotoria do Peru, a empresa Odebrecht e a Procuradoria ad hoc. Isso, depois de que se difundisse pelas redes sociais um suposto documento de dito pre-acordo. Segundo o promotor, com essa filtragem procurava-se entorpecer o acordo final de colaboração eficaz com Odebrecht, e que confirmava o dito por um dos pesquisados (aludindo a Alan García), de que desde dentro do Ministério Público contava com contactos que lhes proporcionavam informação reservada. Por sua vez, o promotor Rafael Vela disse que era possível que a filtragem tenha ocorrido desde o Ministério Público, e que iniciaria uma investigação ao respeito. Também assinalou que só se tinha filtrado o pre-acordo (que pelo demais já vinha sendo revelado pelos membros da equipa Lava Jato, a fim de exclarecer a informação), mas o documento do lembro final, bem mais exaustivo, permanecia em estrita reserva. Todo isso ocorria a poucos dias de se assinar dito acordo em Brasil.

### Acordo definitivo de Benefícios e Colaboração Eficaz
O 13 de fevereiro de 2019, a equipa de promotoras de Lava Jato viajou a Brasil para interrogar aos trabalhadores da empresa Odebrecht, e para assinar o acordo definitivo de Colaboração Eficaz e Benefícios. Isto último se realizou o 15 de fevereiro de 2019, na sede do consulado do Peru em Sao Paulo. Pelo Peru, assinaram os promotores Rafael Vela Barba (coordenador da Equipa Lava Jato) e José Domingo Pérez, bem como o procurador ad hoc Jorge Ramírez (este último em apresentação do Estado peruano para o pagamento dos reparos civis). Por Odebrecht assinaram Jorge Barata, ex representante da empresa no Peru; Carlos Nostre, ex director de contratos de Odebrecht em casos Linha 1 e Interoceánica; Renato Ribeiro Bortoletti, representante do consórcio Vias de Cusco; Ricardo Boleira, ex superintendente de Odebrecht; e o representante legal da construtora, Ricardo Machado Weyll.
O monte do reparo civil lembrado é de S/ 610 milhões, mais os interesses legais, que ascenderão a S/ 150 milhões. O dinheiro será pago num prazo de 15 anos com uma garantia de um fideicomisso. Já se tinha tratado um abono de S/ 80 milhões, parte do produto da venda da central hidroeléctrica de Chaglla, obra realizada exclusivamente por Odebrecht no Peru, sem associação público-privada (APP).
É importante assinalar também que, além dos S/ 610 milhões pactuados como reparo civil, somar-se-ão os S/ 65 milhões que pagará Odebrecht pelo mesmo conceito pelos subornos na construção da estrada Callejón de Huaylas-Chacas-San Luis, do caso A Central (ou do governador de Áncash César Álvarez), que não faz parte do acordo.
A informação que dará Odebrecht, respaldada por documentação extraída dos servidores My Site Day e Drousys, será com respeito a quatro projectos nas que tem admitido ter dado propinas:
- Corredor Via Interocéanico Sur (trechos 2 e 3).
- Linha 1 do Metro de Lima (trechos 1 e 2).
- Via Evitamiento do Cusco
- Projeto Via Costa Verde-trecho Callao.

Graças ao acordo, espera-se que cheguem mais depoimentos e provas da corrupção. A promotoria terá acesso aos dossies de pagamentos das propinas depositadas na Banca de Andorra, Panamá e de outros estados.
Em 25 de março de 2019, a força-tarefa da Lava Jato entregou o acordo de colaboração ao Poder Judicial, para que seja legalizado. Consta de 739 tomos que contêm um total de 147,801 páginas.

### Interrogatórios aos diretores de Odebrecht (2019)
Entre 18 e 22 de fevereiro de 2019 realizaram-se em Curitiba os interrogatórios da Lava Jato aos directores e trabalhadores da empresa brasileira, comprometidos a revelar todos os actos de corrupção nos que tenham participado ou que tenham conhecimento. Entre os interrogados estavam Raymundo Trindade Serra (ex gerente de relações institucionais de Odebrecht), Marcos de Queiroz Grillo (ex encarregado de gerar recursos para a Divisão de Operações Estruturadas de Odebrecht), Sergio Nogueira Panicalli (ex secretário geral do consórcio CONIRSA), Igor Braga Vasconcelos Cruz (ex apoderado de Odebrecht Engenharia e Construção) e Luis Dá Rocha Soares (ex tesoureiro internacional da empresa). Entre as revelações mais importantes estão que as propinas pela Interoceánica do Sur ascenderam a US$ 45 milhões (não só os 20 milhões que recebeu Toledo); confirmou-se que o pagamento por uma conferência a Alan García foi só uma simulação; conheceu-se que um empresário peruano, Gonzalo Monteverde, tinha facilitado suas empresas para ingressar ao país o dinheiro das propinas; e que Odebrecht financiou a campanha eleitoral de Lourdes Flores no 2010 através de Horacio Cánepa.

### Interpelação ao ministro Zeballos
Em 14 de março de 2019, o pleno do Congresso aprovou a moção de interpelação contra o ministro de Justiça, Vicente Zeballos, que tinha sido apresentada pela terceira vice-presidenta da Mesa Directiva, Yeni Vilcatoma, junto a outro legisladores. Estes consideraram que o governo tinha supostamente favorecido à empresa Odebrecht através da Lei 30737, o que estaria #refletir na assinatura do acordo de colaboração eficaz, ao ter a empresa que pagar como reparo civil um monte considerado como ínfimo, bem como ter o benefício de poder seguir participando em concursos públicos com o Estado.

## O sistema de pagamentos de Odebrecht. A Caixa 2 ou DOE. My Site Day
As coimas, subornos e outros pagamentos ilícitos da empresa Odebrecht faziam-se através do Departamento de Operações Estruturadas (DOE) ou caixa dois, que administrava a contabilidade paralela da companhia. Para seu uso criou-se um software corporativo, chamado My Site Day B, onde se archivaban todas as transferências de dinheiro, o servidor público que autorizava o pagamento, o beneficiário com alias e a obra da que saía o dinheiro. Seu acesso era exclusivo para uma diminuta equipa de não menos de cinco pessoas, a exceção de Marcelo Odebrecht, que recebia relatórios periódicos. Estima-se que o DOE atingia cifras recorde de 10 milhões de dólares em movimentos num sozinho dia. Hoje sabe-se que pela cada dólar que gastava a empresa em subornos, recuperavam o triplo em utilidades. Outro sistema informático usado era o chamado Drousys, que era um sistema de correios eletrónicos utilizado pelos do DOE para se comunicar com os ‘doleiros’ (traficantes de divisas), testa de ferros e operadores financeiros. A justiça de Brasil estabeleceu que o material proveniente de My Site Day e Drousys só poderá ser compartilhado para usos da investigação fiscal, não para fins políticos.
Os promotores do Peru aceitaram as condições impostas desde o Brasil e os primeiros arquivos extraídos de My Site Day chegaram a suas mãos: um referente ao caso Cocktails, que envolvia a Keiko Fujimori na recepção de dinheiro ilícito para sua campanha eleitoral de 2011; e outro referente ao pagamento de 100.000 dólares a favor de Alan García por uma conferência.

## Comissão Lava Jato do Congresso

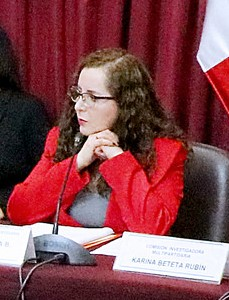
A presidenta da Comissão Lava Jato Rosa Bartra

Em novembro de 2016, o pleno do Congresso da República do Peru aprovou a criação da comissão multipartidaria encarregada de determinar responsabilidades no caso Lava Jato. Em 4 de janeiro de 2017 instalou-se a Comissão Lava Jato, o mesmo nome que usou outra comissão similar instalada no governo anterior de Humala e que fosse presidida por Juan Pari.
Inicialmente a Comissão esteve integrada por sete membros: Víctor Albrecht (Força Popular), que foi seu primeiro presidente; Karina Beteta (Força Popular); Jorge Castro (Frente Amplo), Marisol Espinoza (Aliança para o Progresso); Gino Costa (Peruanos pelo Kambio); Mauricio Mulder (Apra); e Víctor Andrés García Belaunde (Acção Popular). A partir de abril de 2017 passou a ser presidida por Rosa Bartra, devido à renúncia de Víctor Albrecht. Também se renovaram alguns de seus membros, que foram substituídos por: Humberto Morais (Frente Amplo); e Gilbert Violeta (Peruanos pelo Kambio). E como Marisol Espinoza renunciou sem que sua bancada eleja a seu substituto, a comissão se reduziu a seis membros.
A gestão de Rosa Bartra à frente da Comissão Lava Jato tem sido muito questionada por sua falta de imparcialidade no manejo das investigações. O 13 de dezembro de 2017 fez público um relatório da empresa Odebrecht que comprometia ao presidente Pedro Pablo Kuczynski no pagamento de uma série de assessorias de parte de dita empresa entre os anos 2004 e 2007, o que foi o ponto de partida para dois processos de vacancia contra PPK e finalmente sua renúncia à presidência da República. Esta obsesión de Bartra para implicar a PPK, contrastava com a orientada a livrar de culpa a sua lideresa Keiko Fujimori, seriamente comprometida no caso Cocktails e na agenda de Marcelo Odebrecht. Inclusive, quando o promotor José Domingo Pérez dirigiu o arrombamento aos locais de Força Popular, em dezembro de 2017 (no marco da investigação por lavagem de activos), Bartra se fez presente à diligência judicial, demonstrando assim uma total falta de imparcialidade.
Em 5 de novembro de 2018, o relatório final foi apresentado no pleno do Congresso por Rosa Bartra. Dois dias foram de sustentação e três de debate. O relatório assinalava responsabilidades em três expresidentes: Alejandro Toledo, Ollanta Humala e Pedro Pablo Kuczynski. O 9 de novembro o pleno aprovou os aspectos gerais da investigação por 92 votos a favor, 1 na contramão e 1 abstenção. Ademais, a cada um dos 11 capítulos das investigações foram submetidos a votação, e todos foram aprovados também com ampla maioria:
* Capítulo I (Proyecto de Irrigación e Hidroenergético Olmos).
- Capítulo II (Proyecto Corredor Vial Interoceánico Sur - Tramos 2, 3, 4).
- Capítulo III (Proyecto Sistema Eléctrico de Transporte Masivo de Lima y Callao, Línea 1 - Tramos 1 y 2).
- Capítulo IV (Proyecto Línea Amarilla y Vías Nuevas de Lima).
- Capítulo V (Proyecto Energía de Centrales Hidroeléctricas - Central Hidroeléctrica de Chaglla).
- Capítulo VI (Hospital Antonio Lorena Nivel III - Cusco).
- Capítulo VII (Instalación de un Centro de Convenciones en Lima - Perú).
- Capítulo VIII (Proyecto Chavimochic - Tercera etapa).
- Capítulo IX (Gasoducto Sur Peruano).
- Capítulo X (Mejoramiento de Riego y Generación Hidroenergético del Alto Piura).
- Capítulo XI (My Web Day y Drousys en el Perú).

Como se esperava, o relatório não para responsabilidade a Alan García e Keiko Fujimori. O congressista Humberto Morais, de Frente Amplo, apresentou um relatório em minoria em onde se achavam responsabilidades em García e Fujimori, mas foi recusado pela maioria. No debate produziram-se incidentes verbais entre os membros da bancada do Apra e de Frente Amplo. Não está demais recordar que o relatório final é sozinho de carácter político e não tem significado judicial.

## Pugnas dentro do Ministério Público

### Confrontos entre o Promotor da Nação Pedro Chávarry e a Equipa Lava Jato

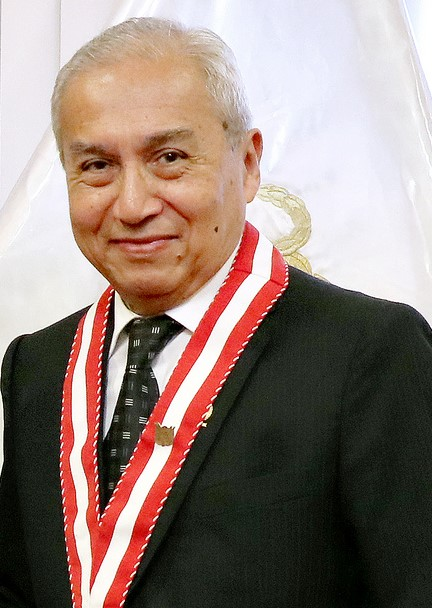
Pedro Chávarry, promotor da nação implicado no caso dos CNM Audios

Desde a posse do promotor da Nação Pedro Gonzalo Chávarry em julho de 2018, no meio do escândalo de corrupção judicial de CNM Audios, começaram as pugnas entre o governo de Martín Vizcarra e o promotor da Nação, e inclusive no seio do mesmo Ministério Público. Um dos audios vinculava aparentemente ao fiscal Chávarry com a organização criminosa dos Pescoços Brancos do Porto, mas pese aos pedidos de muitos setores da sociedade de que desse um passo ao custado, Chávarry se negou ao fazer. Se conjeturó que o promotor Chávarry procurava sabotar o avanço do caso Odebrecht, e que por isso começaram as pugnas com a Equipa Especial do Caso Lava Jato, encabeçado pelo promotor Rafael Vela e conformado por José Domingo Pérez, Germán Juárez e Norma Mori. Chávarry questionou o labor profissional de ditos fiscais. Em particular dirigiu-se contra o promotor Pérez, encarregado dos casos García, Força Popular-Keiko Fujimori e Kuczysnki. Numa cerimonia pública disse: «Precisamos promotores proactivos, trabalhadores, que não saiam aos meios só para se fazer conhecidos com a desgraça alheia».
O promotor Pérez deu reiteradas declarações à imprensa questionando a presença de Chávarry na cabeça da Promotoria. Inclusive chegou a fazer um pedido para que se denuncie a Chávarry por suposto encobrimento na investigação do Caso Cocktails, para favorecer a Força Popular. A sua vez, abriram-se numerosos processos disciplinares contra Pérez, que se interpretaram como represálias. Por sua vez, o promotor Vai-a Barba, durante a audiência de apelação de Keiko Fujimori, chegou a afirmar que sua equipa sofria de constante assedio que vinha desde dentro do mesmo Ministério Público.

### Não ratificação dos promotores A vai e Pérez da Equipa Lava Jato

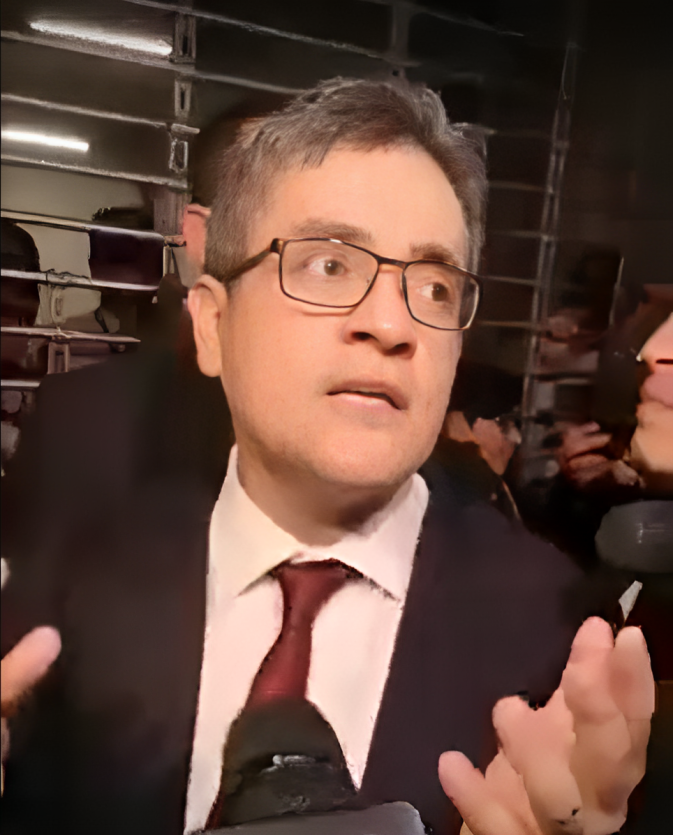
José Domingo Pérez, promotor provincial que pesquisa o Caso Odebrecht em Peru

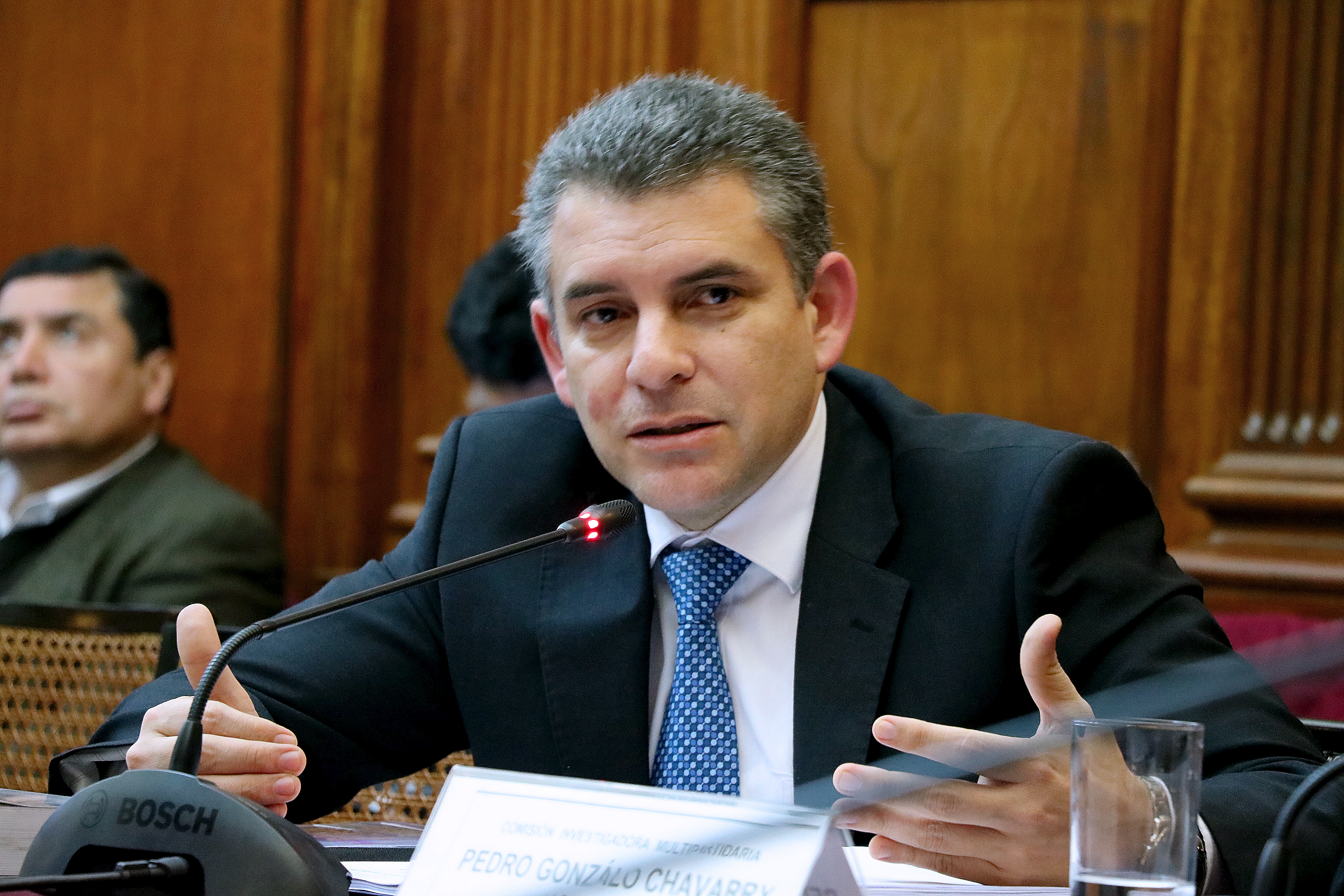
Rafael Vela Barba, coordenador da Equipa Especial Lava Jato em Peru

O 31 de dezembro de 2018, a poucas horas de celebrar-se no Ano Novo, o promotor da Nação Pedro Gonzalo Chávarry anunciou que não ratificaria aos promotores Rafael Vela Barba e José Domingo Pérez como integrantes da Equipa Especial do Caso Lava Jato. A resolução se oficializou no dia seguinte através do diário O Peruano. As razões dadas para tal decisão foram as seguintes:
- Ambos promotores tinham atentado constantemente contra o princípio de hierarquia dentro do Ministério Público, e inclusive tinham pretendido participar na condução do organismo. Mencionou-se como exemplo que o promotor Pérez questionasse através da imprensa a eleição do promotor Chávarry.
- Ambos promotores tinham ferido o princípio de reserva da investigação do caso Odebrecht, pois alguns meios informativos, em paralelo com o avanço do caso, divulgaram informação que em princípio devia ser reservada
- Que ante o pedido de Chávarry de ser informado sobre os avanços das investigações, ambos promotoras não dessem resposta ou só a dessem de maneira incompleta; o promotor Vela chegou inclusive a qualificar como actos hostis ditos pedidos.

Somado aos questionamentos de diversas bancadas, magistrados e a sociedade civil, que organizou uma mobilização nacional o 3 de janeiro, Pedro Chávarry finalmente deu marcha atrás em sua decisão. Os promotores Vai-a e Pérez foram repostos na Equipa Lava Jato. Ainda que para os analistas a mobilização popular foi a que obrigou a Chávarry a renunciar, ele arguiu que o fez ao ver que a autonomia do Ministério Público estava em perigo e que o mesmo desenvolvimento da diligências do caso Lava Jato se via ameaçado, a raiz do projeto de lei apresentado por Vizcarra para declarar em emergência o Ministério Público.

## Ações legais

### Caso Linha 1 do Metro de Lima
O comboio eléctrico, agora Metro de Lima, foi projetado durante o primeiro governo de Alan García. No entanto, por razões ao que parece políticas, governos posteriores não o continuaram e não foi sina até o segundo governo de mesmo Alan García que foi relançada, convertendo na obra emblemática de sua gestão. Por um decreto de urgência encarregou-se ao ministério de Transportes e Comunicações (MTC), encabeçado por Enrique Cornejo,  a fazer-se cargo da concessão da obra; a Municipalidad de Lima simultaneamente lembrou assinar um convênio com o MTC para viabilizar a obra. A licitação ganhou-a a empresa Odebrecht.  Criou-se Autoridade Autónoma do Comboio Eléctrico (AATE), presidida por Oswaldo Plasencia, que teve uma série de atribuições na execução do contrato, como prescindir do aval da Controladoria da República, do Ositrán e inclusive do MTC, bem como aprovar adendos, adicionais de obras e expedientes técnicos. A primeira Comissão Lava Jato do Congresso, presidida por Juan Pari em 2015-2016 encontrou irregularidades no desenvolvimento da mega obra.
Quando se desvelou o escândalo Odebrecht em dezembro de 2016, a empresa brasileira confessou ao Departamento de Justiça dos Estados Unidos ter dado 1.400.000 dólares «a um servidor público de alto nível do governo peruano e a membros do comité de licitações» do Metro de Lima para ganhar a adjudicação. Depois, o 20 de janeiro do 2017, Odebrecht entregou à promotoria peruana informação reservada sobre o caso, como parte de um acordo preliminar para colaborar com a justiça peruana, no que revelou que o pagamento em propinas foi por 8.100.000 dólares (1.400.000 para o trecho 1 e 6.700.000 para o trecho 2). Os implicados eram servidores públicos de nível intermediário, sendo o mais importante Jorge Cuba Hidalgo, ex vice-ministro de Comunicações, subordinado do Ministério de Transportes e Comunicações.
O primeiro preso foi Edwin Luyo Barrientos, ex membro especial do comité de licitação do trecho 2 da Linha 1 do Metro de Lima, que de acordo à promotoria recebeu 300.000 dólares. Depois deteve-se a Miguel Navarro, ex funcionario do vice-ministerio de Comunicações, isto é, subordinado de Jorge Cuba. Navarro tinha sido distinguido em 2010 com a «Ordem ao Mérito de Transportes e Comunicações» por suas gestões para que o Metro de Lima se edifique. Admitiu seu delito o 26 de janeiro de 2017 e decidiu acolher-se à confissao sincera. «Senhor juiz, eu tenho aceitado os cargos que se me imputam e estou muito arrependido. Acolho-me à confissao sincera. Estou muito arrependido e peço perdão ao Estado peruano e à sociedade. Sento-o muito», disse. No entanto, depois desdisse-se.
O Poder Judicial também ditou 18 meses de prisão preventiva contra Mariela Huerta Minaya, quem foi a presidenta do comité de licitação do trecho 2 da linha 1 do Metro de Lima, a mesma que integrou Edwin Luyo. Sua pena foi suavizada na terça-feira 24 de janeiro de 2017, mas segundo seu registro tinha deixado o país com rumo a Panamá o 3 de janeiro. A ela também se lhe acusa de receber subornos de Odebrecht e está com ordem de captura internacional.
Finalmente, deteve-se a Jorge Cuba Hidalgo, ex vice-ministro de Comunicações, e a seu casal Jessica Tejada Guzmán, ex-voleibolista peruana, que pouco dantes tinham voltado ao Peru, provenientes de Miami. Cuba foi sindicado de ter recebido dois milhões de dólares em propinas. No caso de Jessica Tejada foi por ter prestado seu nome para uma das contas offshore onde se depositou o dinheiro da propina.
Atualmente, os três detentos, Luyo, Navarro e Cuba seguem em prisão preventiva por 18 meses. Segundo a promotoria, Luyo e Navarro tinham sido testaferros de Cuba. O ex-presidente García aprovou que seus ex-funcionários estejam em prisão, os qualificando de «ratas que sujam as grandes obras que precisa o povo». Nenhum deles se acolheu à colaboração eficaz, ainda que confessou que Cuba estava interessado em se acolher a dita figura.
Em abril do 2019, o promotor José Domingo Pérez amplo a investigação ao ex ministro Luis Nava e seu filho, donos de transportes "Dom Reyna", por supostamente receber o dinheiro de Odebrecht para o ex presidente Alan Garcia.

### Caso Contas de Andorra

#### Revelações do diárioO País
Fonte importante para conhecer a rota do dinheiro das propinas de Odebrecht tem sido a abertura do sigilo bancário da Banca Privada d'Andorra (BPA), um paraíso fiscal por onde passaram o dinheiro de Jorge Cuba e os demais implicados no caso do Metro de Lima, bem como de outros muitos envolvidos no escândalo Odebrecht no mundo. Isso foi revelado pelo diário O País, de Espanha. Na documentação à que acessou o dito meio informativo, se revela que a construtora brasileira depositou ao ex vice-presidente de Petroperú, Miguel Atala, US$ 900.000 (depois se soube que foram US$ 1.312.000). Também aparece o árbitro de casos comerciais Horacio Cánepa, que teria recebido de Odebrecht (depois se soube que foram US$ 1.442.000). No mencionado documento lê-se também «Relton Holding SA Peru. Gabriel Parado Ramos (Peru)». Alguns consideraram que tratar-se-ia de Gabriel Prado, ex servidor público da Municipalidad de Lima, durante a gestão da então prefeita Susana Villarán. Outros US$ 250 mil teriam sido entregados para Jorge Peñaranda Castañeda, da empresa Alpha Consult e US$ 4,5 milhões foram destinados a Enrique Muñoz Cuba através da sociedade Hispamar Investments Peru. Este último cumpre 18 meses de prisão preventiva pelo Caso Odebrecht ao descobrir que teria recebido uma parte da propina que era para Jorge Cuba.
Calcula-se em 15 milhões de dólares o montante que depositou Odebrecht nas contas de cidadãos peruanos em Andorra, supostamente como pagamento de coimas.

#### Caso Miguel Atala
As perguntas mais minuciosas determinaram que a construtora Odebrecht, através de uma empresa offshore, depositou na conta de Miguel Atala (ex-vicepresidente de Petroperú do segundo mandato, de 2008 a 2011), a soma de 1.312.000 dólares, em cinco abonos ocorridos entre novembro de 2007 e janeiro de 2008. Atala disse que era o produto da venda de um terreno de sua propriedade que fez em 2007 à mesma empresa Odebrecht para a obra da Linha 1 do Metro de Lima. Ao princípio especulou-se que essa soma de dinheiro tratar-se-ia em realidade de uma propina para que Petroperú assinasse com Braskem (filial de Odebrecht) o estudo de execução para uma planta petroquímica por três bilhão de dólares; no entanto, os abonos ocorreram dantes que Atala assumisse seu cargo em Petroperú. Sabe-se também que Atala tentou depositar no mesmo banco uns 10 milhões de dólares, alegando que proviam/provinham de negócios empresariais pessoais. A promotoria suspeita que Atala em realidade é o testa de ferro de outro implicado de maior nível. Atualmente, Atala acha-se em investigação e com impedimento de saída do país.
Em abril do 2019, revelou-se que Miguel Atala seria um testa de ferro do ex Ministro e ex Secretário de Alan Garcia, Luis Nava depois de se revelar que este havia recebido junto a seu filho 4,5 milhões de dólares de caixa 2.

### Caso Keiko Fujimori e Força Popular

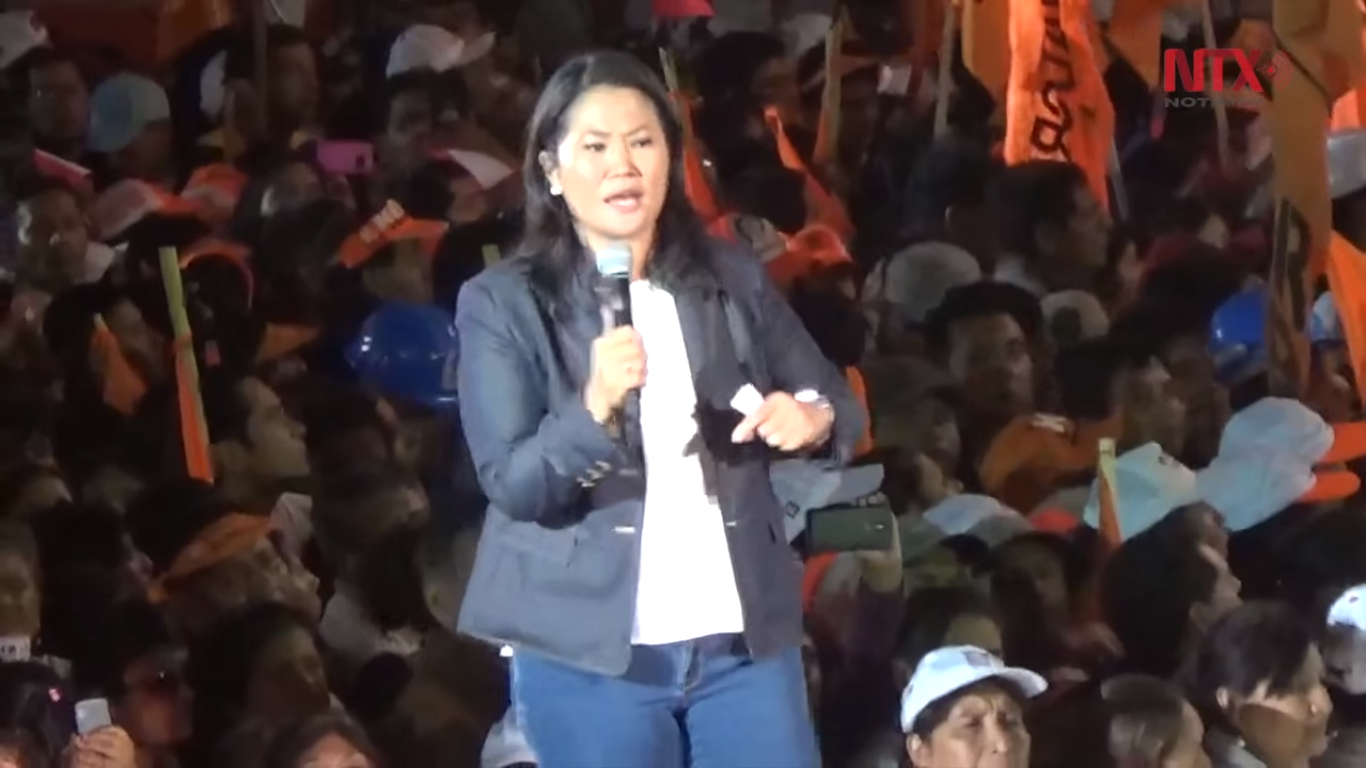
Keiko Fujimori em sua campanha para as Eleições gerais de Peru de 2016 pelo partido Força Popular.

#### O Caso Cocktails
Já desde dois anos antes do estouro do escândalo Odebrecht, o partido Força Popular, encabeçado por Keiko Fujimori, se achava em investigação pelo tema do financiamento de sua campanha eleitoral prévia às eleições do 2011, quando participou com o nome de Força 2011. Uma parte do milionário financiamento de dita campanha tinha sido sustentado ante a ONPE com supostos contribuas voluntários de numerosos simpatizantes, através da realização de cocktails e rifas.
A revelação do caso Odebrecht deu mais pistas à investigação por lavagem de dinheiro. O colaborador Jorge Barata, representante de Odebrecht no Peru, revelou que sustentou reuniões com a ex candidata presidencial Keiko Fujimori durante a campanha eleitoral do 2011. Em maio de 2017, Marcelo Odebrecht confirmou que entregou dinheiro aos principais candidatos presidenciais do 2011, entre eles à candidata fujimorista. Mais tarde, a situação de Keiko complicou-se quando se revelou que na agenda de Odebrecht tinha uma nota com o nome da ex candidata presidencial junto a um monte (o texto dizia: «Aumentar Keiko para 500 e eu fazer visita»). Disse-se que a cifra aludia a quinhentos mil dólares e que era um contribua para sua campanha eleitoral de 2011.
Segundo diversos analistas, todo isso impulsionou ao fujimorismo a tentar derrubar a institucionalidade do país, com o fim de blindar o seu lider Keiko. Por isso, teria promovido desde o Congresso o processo de vacancia presidencial contra PPK, quem, não obstante, pôde a superar, graças a uma facção do fujimorismo, encabeçada por Kenji Fujimori (os chamados avengers), que se absteve a votar a favor da mesma. Isso ocorreu a fins de dezembro de 2017. Em março de 2018 promoveu-se um segundo processo de vacancia, mas dantes de que se procedesse à votação no Congresso, o presidente Kuczynski renunciou depois de se revelar os chamados "kenjivideos".

#### Detenção preliminar de Keiko Fujimori
Em 10 de outubro do 2018, o juiz Richard Concepção Carhuancho, a pedido do promotor José Domingo Pérez, ordenou a detenção preliminar por dez dias de Keiko Fujimori, junto a outras 19 pessoas (entre elas Jaime Yoshiyama e Augusto Bedoya), no marco das investigações por lavagem de activos supostamente ocorrido na campanha eleitoral do 2011. Justificou-se esta detenção, alegando que tinha um grave de perigo de fuga de parte de Keiko Fujimori, sindicada de ter constituído uma organização criminosa no interior de seu partido Força Popular (e não que este partido seja uma organização criminosa, como alguns interpretaram). Meses atrás, tinha-se revelado uma gravação do caso CNM Audios, onde se escutava ao juiz supremo César Hinostroza coordenando com um terceiro não identificado sobre uma reunião com uma «senhora K… a força número 1». Para alguns tratar-se-ia de uma alusão a Keiko e Força Popular, que supostamente teria estado procurando obter favores no processo que se lhe seguia sobre lavagem de activos. Também se ordenou a detenção preliminar dos assessores de Força Popular, Ana Herz de Vega e Pier Figari Mendoza, ordem que se cumpriu enquanto estes assistiam a uma marcha em favor de Keiko. Outros assessores pessoais da lideranca foram também detidos e arrombados seus domicílios.

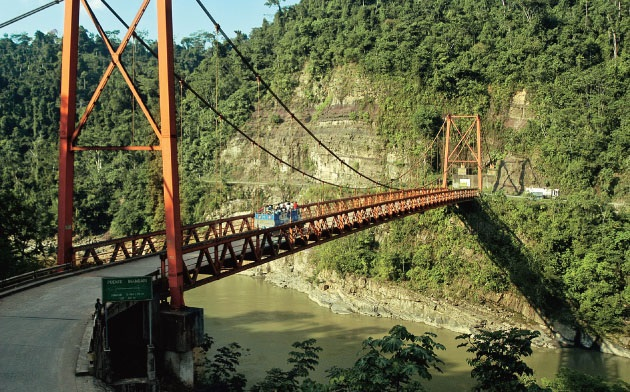
A Estrada Interoceánica no sul peruano, construída pela Empresa Odebrecht durante o governo de Alejandro Toledo.

De outro lado, os promotores Rafael Vela e José Domingo Pérez viajaram a Tel Aviv (Israel) e assinaram um acordo de colaboração com Josef Maiman (29 de março de 2019). Três foram os casos incluídos no acordo: Ecoteva, os subornos que teria realizado Camargo Correia ao ex presidente Alejandro Toledo e as propinas que pela estrada Interoceánica foram reconhecidas por Odebrecht.

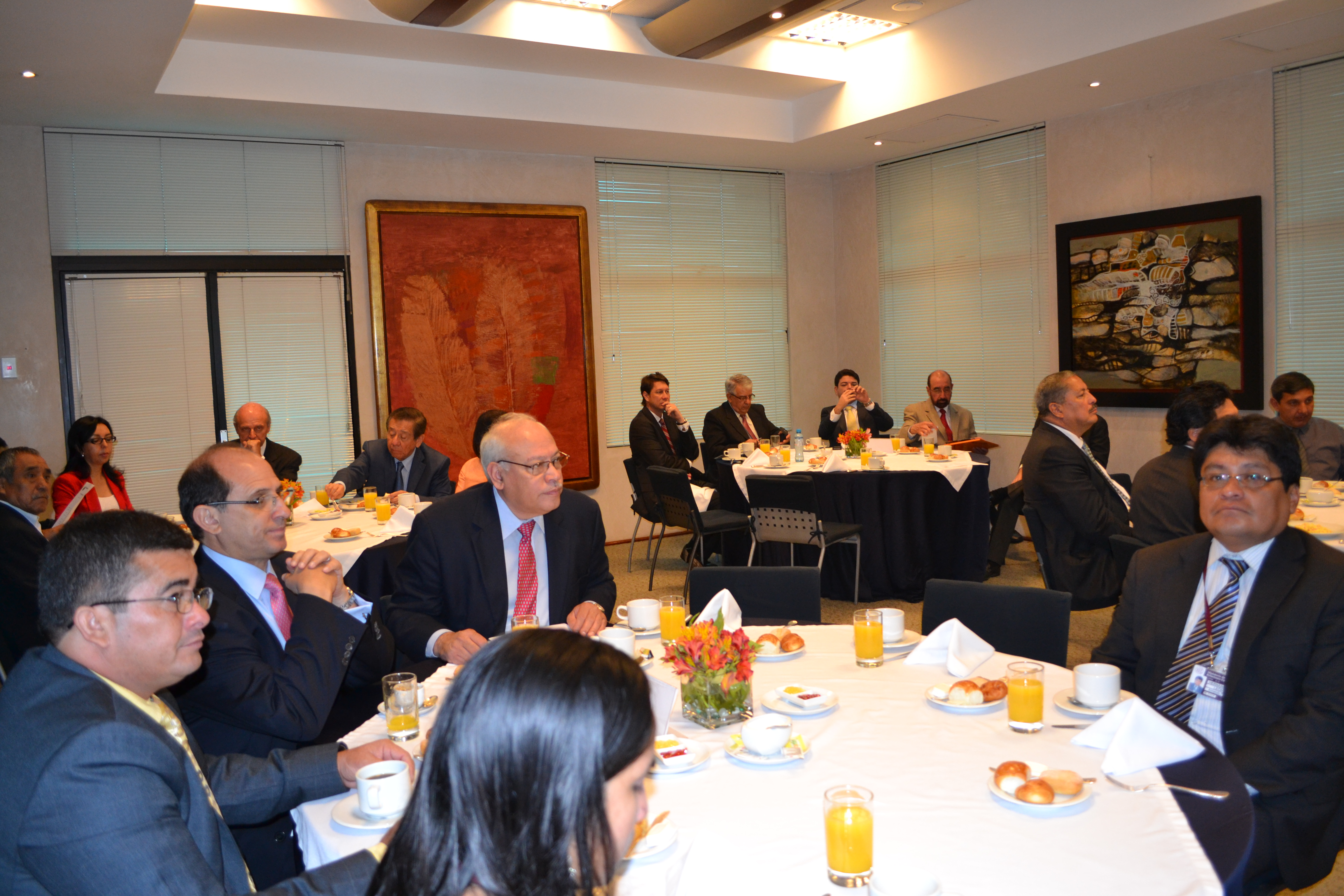
Reunião da CONFIEP com os sócios de Odebrecht e Graña e Montero.

Em 4 de dezembro de 2017 o juiz Richard Concepção Carhuancho ordenou prisão preventiva por 18 meses para os executivos das empresas sócias de Odebrecht (consórcio CONIRSA) na concessão das obras da Estrada Interoceánica Sur, envolvidos no pagamento de uma coima ao presidente Alejandro Toledo. Os afectados foram José Graña Olhou Quesada, expresidente do diretório de Graña e Montero; Hernando Alejandro Graña Acuña, ex director de Graña e Montero; Fernando Martín Gonzalo Camet Piccone, presidente de JJ Camet Contratadores Gerais; e José Fernando Castillo Dibós, director gerente geral de ICCGSA, pelo delito de lavagem de activos e colusión. No caso de Gonzalo Ferraro Rei, ex gerente de Infra-estrutura de Graña e Montero, que se achava internado numa clínica, se decidiu sua detenção domiciliária.

### Caso Alan García

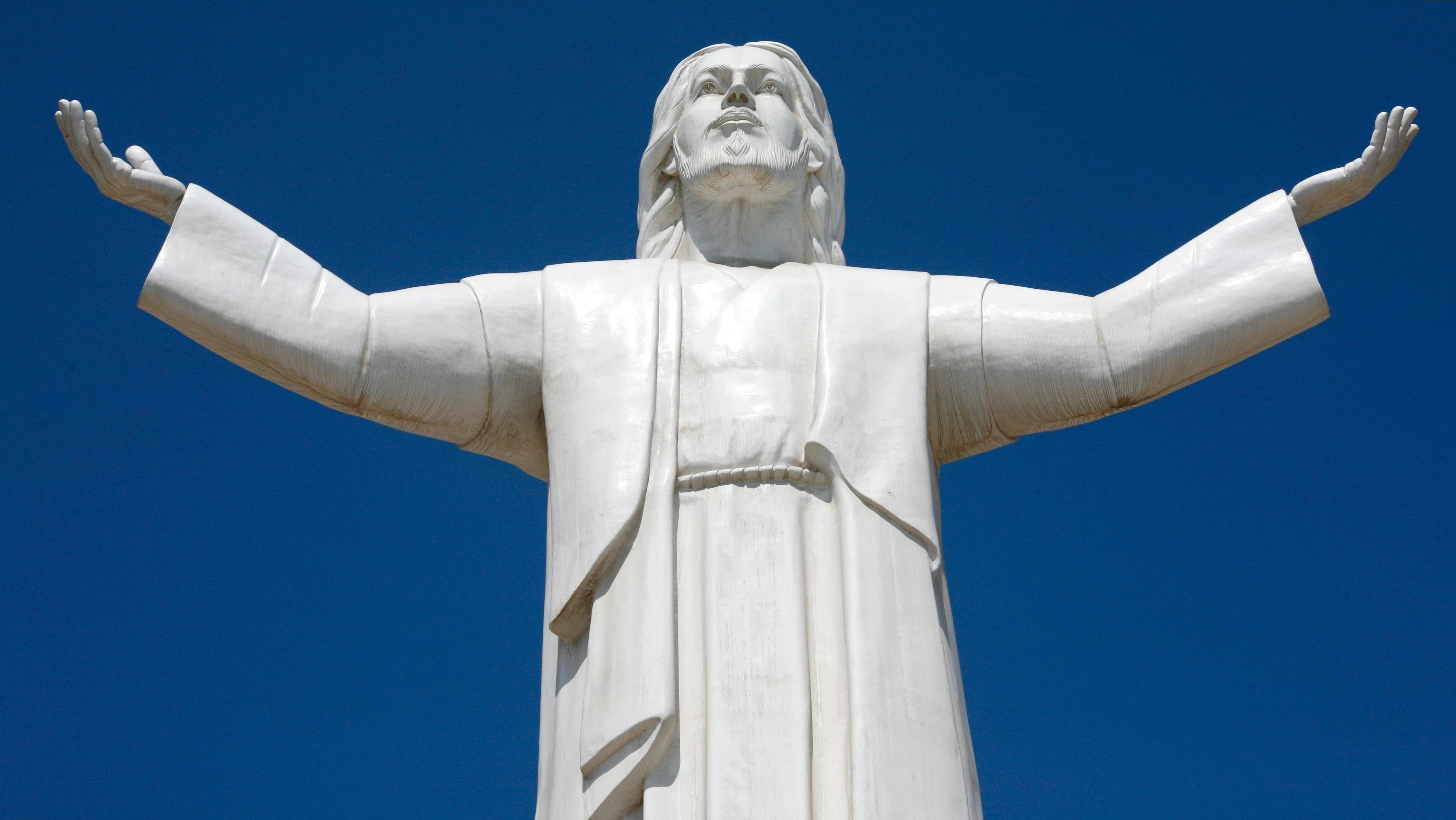
Odebrecht financiou o Cristo do Pacífico como teve a seu cargo uma grande quantidade de projectos durante o Segundo governo de Alan García Pérez.

Em março de 2017 o então promotor anti corrupção Hamilton Castro Trigoso abriu uma investigação preliminar contra Alan García pelos delitos contra a administração pública na modalidade de tráfico de influências. Isso em referência ao Caso do Metro de Lima, no que supostamente, desde sua alta investidura de presidente da República, García teria favorecido à empresa Odebrecht na concessão dos trechos 1 e 2 da Linha 1 do Metro de Lima, mediante decretos de urgência e outros dispositivos legais.
Em 31 de maio de 2018, o promotor de lavagem de activos José Domingo Pérez dispôs reactivar a investigação sobre Alan García pelo suposto delito de lavagem, no caso da suposta recepção de dinheiros de Odebrecht para financiar suas campanhas eleitorais. No mesmo sentido abriu-se investigações preliminares aos ex presidentes Toledo e Kuczynski.
Em 15 de novembro de 2018, Alan García foi a uma cita com a promotoria de lavagem de ativos, o que se percebia como uma questão rotineira de parte de promotora José Domingo Pérez. Mas este decidiu suspender a diligência e ampliou a investigação preliminar pelos supostos delitos de colusión e lavagem de dinheiro, alegando ter recebido nova informação de Brasil que o obrigada a elaborar uma «teoria suplementar» do caso. Simultaneamente, IDL-Repórteres revelou que a empresa Odebrecht, através de um operador convertido em delator premiado, tinha pago 100.000 dólares a García por uma conferência que este deu à Federação de Indústrias do Estado de Sao Paulo em maio de 2012, dinheiro que tinha saído da Caixa 2 da divisão de operações estruturadas da empresa, a mesma que era usada para o pagamento de coimas. A tese acolhida pela promotoria é que os pagamentos por conferências a García seriam a coartada usada por Odebrecht para pagar a coima pela obra do Metro de Lima e outras mais. Todo isso fruto de um pacto colusorio.
Em 3 de dezembro de 2018 o presidente de Uruguai, Tabaré Vázquez, anunciou a rejeição ao pedido de asilo de Alan García, ao considerar que no Peru funcionavam os três poderes do Estado com liberdade e não existia perseguição política. Assinalou também que não procedia o asilo político a alguém que estava em pleno processo judicial por um delito comum. Pouco dantes de dita declaração, Alan García já tinha-se retirado da residência do embaixador de Uruguai e retornado a seu domicílio localizado no distrito de Miraflores.
Em 18 de fevereiro de 2019, no marco do interrogatório da Equipa de Promotoras do Caso Lava Jato aos ex directivos de Odebrecht em Brasil, Marcos de Queiroz Grillo, ex encarregado de gerar recursos para a Divisão de Operações Estruturadas de Odebrecht, declarou que o pagamento pela conferência que ditou García em maio de 2012 em Brasil foi «fictício». Grillo teria confessado também que o mesmo Jorge Barata lhe pediu que pague 100 mil dólares a García por dita conferência. O suposto objectivo era que a transferência do dinheiro não figure a nome de Odebrecht. Falta ainda que Barata confirme esta informação.[carece de fontes?]

#### Nexo Nava-Atala
Em abril do 2019, o promotor José Domingo Pérez amplo a investigação ao ex ministro Luis Nava e seu filho, donos de transportes "Dom Reyna", por supostamente receber o dinheiro de Odebrecht para o ex presidente Alan Garcia.
Nava Guibert, ex secretário geral da Presidência durante o segundo governo de Alan García (2006-2011), recebeu transferências de Odebrecht por mais de 4 milhões de dólares, segundo os documentos de caixa 2 da empresa brasileira aos que acedeu este Diário.
Segundo IDL Repórteres, o Sector de Operações Estruturadas depositou em sete ocasiões a Nava Mendiola, cujo nome chave era "Bandido", entre janeiro e outubro do 2010.
Estas transferências foram carregadas ao projecto da linha 1 do metro de Lima, cuja boa pró ganharam Odebrecht e Graña e Montero, durante o governo de Alan García.

#### Detenção Preliminar e Posterior Suicídio
Em 17 de abril, o magistrado do Segundo Julgado de Investigação Preparatoria Nacional Anticorrupción, Juan Carlos Sánchez Balbuena, ordenou a detenção de outras oito pessoas junto ao ex presidente Alan García, no marco da investigação do Caso Odebrecht. Entre eles, o ex ministro de Transportes, Enrique Cornejo, o ex Ministro de Produção, Luis Nava, o Director de Petro- Peru, Miguel Atala, entre outras 4 pessoas.
Os polícias evacuaram ao ex presidente ao hospital mais próximo de San Antonio, o Casimiro Ulloa. Fizeram-no no veículo que se encontrava na casa e com ajuda dos custodios que mantinha por ter sido presidente da República. Finalmente, tem sido neste hospital onde o ex presidente do república faleceu no dia 17 de abril produto de uma hemorragia cerebral por projéctil de arma de fogo e desemprego cardiorrespiratorio. Enquanto, o ex ministro, Enrique Cornejo e Luis Nava Guibert foram detidos, ao igual que os outros implicados, só o filho de Nava, José Antonio, se encontra fora do país.

### Caso Ollanta Humala e Nadine Heredia

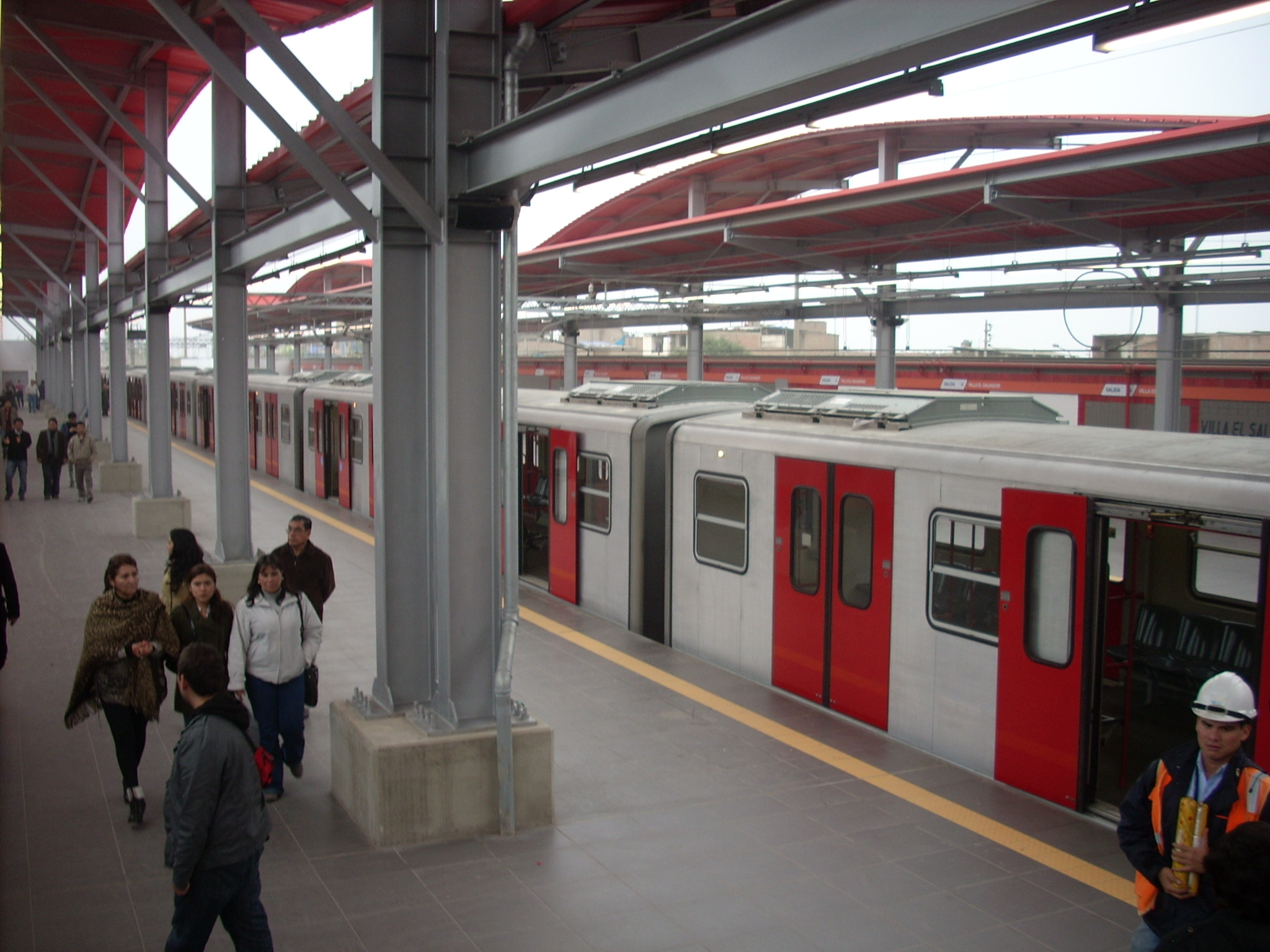
Desde o governo de Ollanta Humala a operação comercial da Linha 1 do Metro de Lima está a cargo da empresa Graña e Montero, sócia de Odebrecht.

Segundo as primeiras declarações de Jorge Barata, a empresa Odebrecht teria entregado três milhões de dólares para financiar a campanha eleitoral de Ollanta Humala do 2011, por intermediário de Nadine Heredia, a esposa de Humala. Posteriormente, precisou-se que o montou exacto foi de $ 2.800.000. A entrega do dinheiro teria sido autorizada pelo expresidente brasileiro Luiz Inácio Lula dá Silva e teria saído da caixa que a empresa tinha com o Partido dos Trabalhadores, que manejava o ex ministro Antonio Palocci, conhecido como ‘Italiano’. Em maio de 2017, o dono da empresa, Marcelo Odebrecht, confirmou a entrega desse dinheiro. O 13 de julho de 2017, o juiz Richard Concepção Carhuancho, titular do Primeiro Julgado de Investigação Preparatoria Nacional de Peru, ditou 18 meses de prisão preventiva contra o expresidente e sua esposa, até que terminem as investigações.

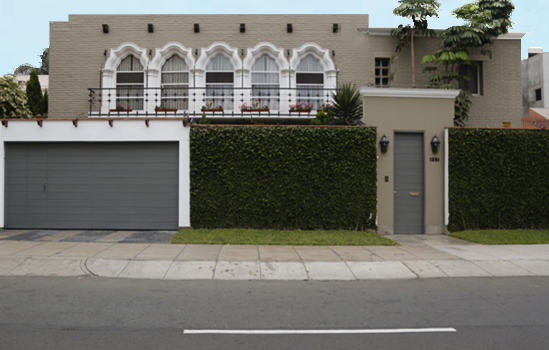
A Mansão de Luxo do expresidente Pedro Pablo Kuczynski na rua Choquehuanca no distrito financeiro de San Isidro.